# فاطمة عباس
فاطمة عباس قاسم محمد سياسية بحرينية. عضوة سابقة في مجلس النواب من 12 ديسمبر 2018 حتى شهر نوفمبر 2022 عن الدائرة الثانية في محافظة الشمالية.

## مجلس النواب
قررت الترشح لعضوية المجلس البلدي عن الدائرة الثانية في محافظة الشمالية. في الجولة الأولى حصلت على 155 صوت بنسبة 33.26% مما استوجب إقامة جولة ثانية حيث استطاعت التغلب على منافسها جعفر عبد الواحد بحصولها على 239 صوت بنسبة 64.59%.
قررت الترشح لعضوية مجلس النواب عن الدائرة الثانية في محافظة الشمالية. قبل بداية الانتخابات نفى عضو جمعية المنبر الديمقراطي التقدمي المحامي محمد فتيل أنه وعد أحد المرشّحين بالدعم والمؤازرة في الانتخابات النيابية في الدائرة الثانية بالمحافظة الشمالية وذلك في إشارة إلى تصريح المرشح محمد شهاب لصحيفة الأيام والذي قال فيه بأنه حصل على دعم كل من المرشّحين المستبعدين من الانتخابات النائب جلال كاظم ومحمد فتيل. في الجولة الأولى التي أقيمت في 24 نوفمبر 2018 حصلت على 766 صوت بنسبة 51.58% مما يعني فوزها بالمقعد النيابي من الجولة الأولى.